# Йордан Чучуганов
Йордан Чучуганов е български състезател по ски бягане. Участва на две световни първенства и на зимни олимпийски игри — Пьонгянг 2018.

## Биография
Родена е на 25 февруари 1996 г. в Сапарева баня.
Състезава се за „Александър Лоджистик“, София. 

## Олимпийски игри
| Игри           | 15 км свободен стил | Скиатлон 15+15 км | 50 км класически стил | Спринт                | Отборен спринт    |
| -------------- | ------------------- | ----------------- | --------------------- | --------------------- | ----------------- |
| Пьонгчанг 2018 | 95-и                | -                 | -                     | 68-и в Квалификацията | 12-и в Полуфинала |

## Участия на световни първенства
- 2015, 2017: 5 старта
  - 2015 Фалум (Швеция): 21-ви в отборния спринт
    - 2017 Лахти (Финландия): 73-ти на 15 км.

## Световна купа
- 21 старта
  - 2015 Рука (Финландия): 84-ти в спринта

## Универсиада
- Аламати (Казахстан): 24-ти на 10 км.
  - Аламати (Казахстан): 31-ви в спринта